# Campanha britânica de Sétimo Severo
Campanha britânica de Sétimo Severo foi um conjunto de operações militares realizado sob o comando pessoal do imperador romano Sétimo Severo na Caledônia, ao norte Muralha de Adriano, entre 208 e 211. A campanha levou a uma nova ocupação da Muralha Antonina, que havia sido abandonada em 164, e de algumas posições fortificadas ao longo da Gask Ridge.

## Contexto histórico
Depois da morte de Marco Aurélio (180), seu filho Cômodo foi obrigado a intervir na região setentrional da Britânia para evitar uma invasão dos povos que marchavam em direção à Muralha de Adriano. O sucesso desta operação lhe valeu, 184, o título de "Britânico". A morte dele (192) deu início a uma série de eventos que resultaram em uma guerra civil. Depois de um breve reinado de Pertinax, diversos rivais tentaram obter para si o trono romano, entre eles Sétimo Severo e Clódio Albino. Este último, que era o novo governador romano da Britânia, havia conseguido uma série de vitórias contra as populações bárbaros além da muralha e contava com a fidelidade de três legiões e diversas unidades auxiliares.
Severo, seu rival, que serviu na fronteira do Danúbio e na da África, preferiu conferir a Albino o título de césar e prometeu fazer dele seu futuro sucessor em troca de seu apoio contra os exércitos orientais de Pescênio Níger. Contudo, uma vez livre deste, Severo identificou em Albino seu novo inimigo em potencial e, em 196, marchou contra ele, derrotando-o definitivamente na Batalha de Lugduno no ano seguinte, consolidando-se como único imperador romano.

### Casus belli
Albino sabia que podia provocar um grande problema para a segurança de sua província: a segurança da fronteira setentrional necessitava de exército de pelo menos três legiões e não menos do que 50 unidades auxiliares. O deslocamento destas legiões para outros lugares deixaria a província à mercê de revoltas internas das tribos celtas subjugadas e de invasões externas dos vizinhos pictos e escotos. E isto ocorreu justamente no ano no qual irrompeu a guerra civil entre Severo e Albino, quando este último teve que deixar a ilha, levando consigo seus exércitos, para combater na Gália, deixando desta forma a província da Britânia em total anarquia. Dião Cássio recorda, de fato, que o novo governador, Vírio Lupo, foi obrigado a comprar a paz com os meatas, a confederação de tribos do norte da ilha. A sucessão de importantes governadores com perfil militar sugere que os bárbaros não foram facilmente derrotados. Finalmente, coube ao próprio imperador Sétimo Severo, já com 62 anos de idade, seguir para a ilha para restaurar a ordem.
As evidências arqueológicas demonstram que o governador que combateu sob o comando de Severo, Lúcio Alfeno Senecião, foi obrigado a reconstruir as defesas ao longo da Muralha de Adriano e além dela nos anos que precederam a chegada do imperador. Foram verificadas uma série de novas revoltas ao norte da muralha e o governador provincial solicitava novos reforços por parte do imperador. Severo, animado pela perspectiva de obter uma nova vitória no ocidente além da que ele já havia obtido no oriente, preferiu levar consigo para esta campanha os seus dois filhos e herdeiros, Caracala e Geta, com objetivo de removê-los do ambiente de luxo e ócio na capital romana. Com a presença do imperador na Britânia, algumas tribos pediram a paz, mas Severo negou por que pretendia obter uma vitória decisiva que lhe valesse a honra de um triunfo sobre seus inimigos.

### Forças
Aparentemente Severo utilizou para sua campanha as três legiões provinciais — II Augusta, VI Victrix e XX Valeria Victrix — e também uma recém-criada, a II Parthica, 9 000 guardas pretorianos com o apoio de sua cavalaria pessoal (em latim: equites singulares), várias tropas auxiliares e também uma poderosa frota militar, constituída pela própria Classis Britannica com vexillationes da Classis Germanica (Reno) e da frota do Danúbio.
Segundo Dião Cássio, Severo infligiu pesadas perdas aos nativos, em particular aos meatas e caledônios, com a intenção de provocar um autêntico genocídio, mas pagou um alto preço, perdendo boa parte de seu exército (50 000 homens, um número que parece excessivo) por causa da tática de guerrilha dos caledônios, que levaram a um gradual esgotamento das forças romanas, obrigando Severo a retirar-se para o sul da Muralha de Adriano.

## Campanha
Quando considerou que estava tudo pronto para a nova campanha, Severo deixou seu filho mais novo, Geta, na província para administrar a justiça e participar dos assuntos imperiais, e também alguns amigos e conselheiros mais velhos. O próprio imperador e seu filho mais velho, Caracala, invadiram o território inimigo. A primeira expedição comandada pelo próprio Severo contou com não menos do que 20 000 homens, entre legionários e auxiliares. Aparentemente a campanha iniciou no final de 208 ou no início de 209.

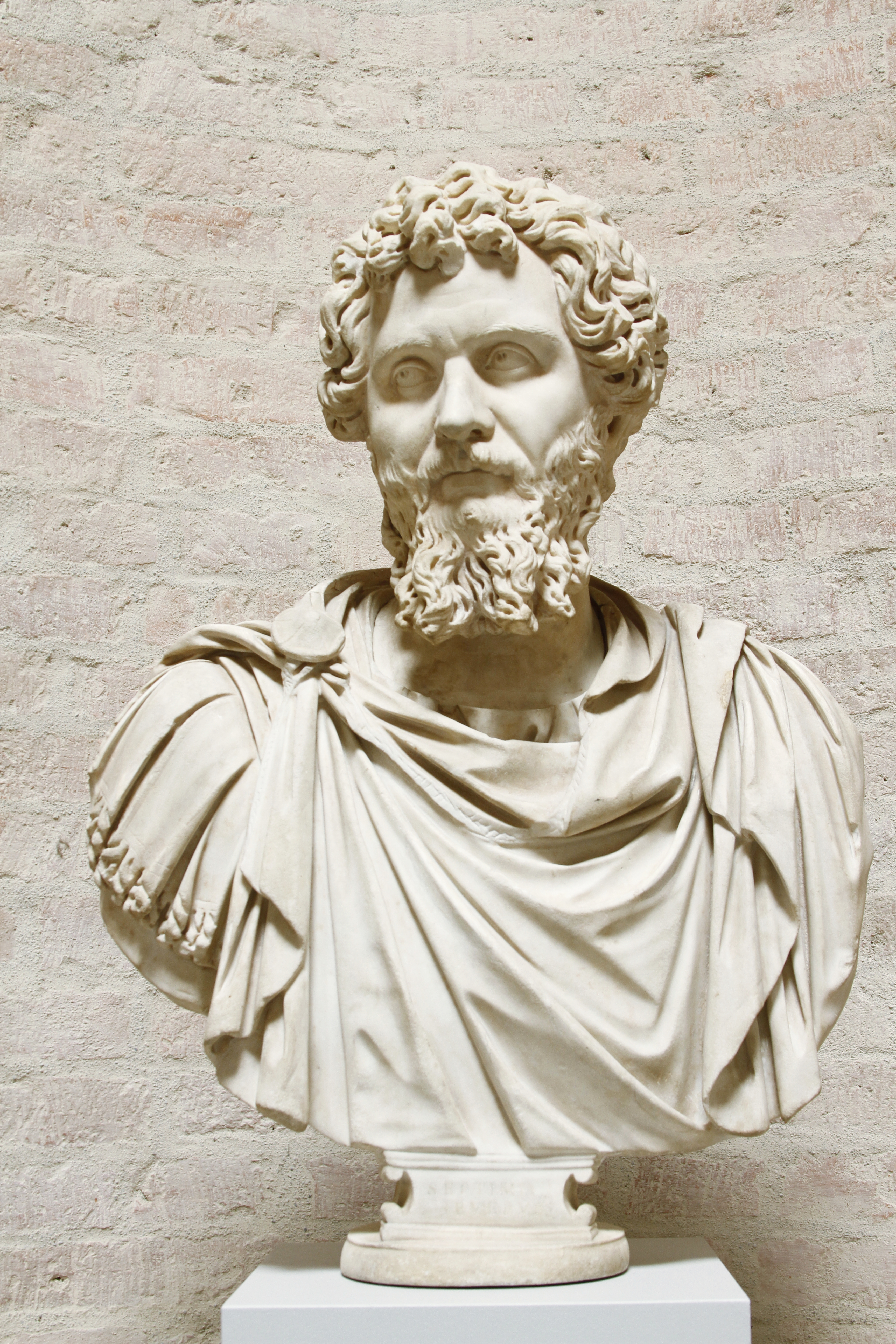
Busto de Sétimo Severo na Gliptoteca de Munique.

Na primavera de 209, os romanos percorreram todo o território ao norte da Muralha de Adriano e depois, como já havia feito Cneu Júlio Agrícola mais de um século antes, ocuparam a porção oriental e meridional do território da moderna Escócia. Porém, o imperador imediatamente percebeu que, se quisesse subjugar a área inteira, o avanço seria lento e difícil, pois seria necessário derrubar árvores para construir vias de comunicação, nivelar colinas, atravessar pântanos com as chamadas "pontes longas" e cruzar inúmeros rios. Enquanto isto, as tropas eram continuamente atacadas por ataques rápidos, similares a táticas de guerrilha, por parte das tribos da região que se aproveitavam do terreno difícil de percorrer e não davam a Severo a possibilidade de uma batalha campal. O exército imperial continuou marchando para o norte, primeiro até o rio Tay e a Muralha Antonina e depois até o sistema de fortificações ao longo da Gask Ridge e além (como os fortes de Balmakewan, Glenmailen, Muiryfold, Kintore, Normandykes e Kair House), com a intenção de invadir o coração do território dos caledônios, mas estes pediram a paz e conseguiram.
No ano seguinte (210), Severo decidiu retornar a Eburaco por causa de uma enfermidade (conta-se que ele foi transportado numa liteira no decurso desta campanha) depois de ter obrigado caledônios e meatas à força a cederem a paz sob a condição de abandonarem grande parte de seus territórios, o que lhe permitiu ocupar novamente todo o território até a Muralha Antonina. Assim como Cômodo havia feito, também Severo assumiu o título de "Britânico", apesar de toda a Caledônia ainda estar livre na época, fora do controle romano.
Em 211, caledônios e meatas voltaram a atacar o território romano, o que obrigou Caracala, que ainda estava doente, a lançar uma nova ofensiva. Conta-se que o imperador, apesar de estar gravemente doente, expressou seu desejo de realizar um verdadeiro genocídio:
| “ | Que nenhum dos bárbaros possa fugir, que nenhum permaneça em nossas mãos, nem mesmo as crianças no seio de seus mães se forem meninos, que ninguém se salve de uma destruição total. | ” |
|   | — Dião Cássio, História Romana LXXVII, 15.1.. |   |

Neste mesmo ano Severo morreu em Eburaco e seus dois filhos decidiram abandonar a campanha depois de terem firmado um novo tratado de paz com os rebeldes determinando que a fronteira imperial seria a Muralha de Adriano.

## Consequências
Depois de três anos de campanha na Caledônia, os territórios conquistados foram libertados por ordem do novo imperador Caracala. É possível que se deva a Severo, em seu último ato, a divisão da província da Britânia em dois comandos separados: a Britânia Superior e a Britânia Inferior. A tentativa de usurpação de Clódio Albino revelou a Severo um grave problema para a segurança imperial quando um governador imperial tinha à sua disposição um exército tão numeroso quanto o da Britânia, com cerca de 50 000 homens.
As fontes históricas fornecem poucas informações sobre as décadas posteriores, um período no qual foram datados diversos tesouros enterrados descobertos na região, o que revela que que continuavam as invasões de bárbaros do norte ao território romano na forma de breves raides. No século seguinte, portanto, não se percebia na região um perigo de uma invasão real dos caledônios à Britânia romana. Uma série de fortes foram construídos ao longo da costa meridional da ilha para lutar contra piratas das numerosas tribos germânicas, que habitavam, como os frísios e os saxões, a oeste do Reno, o que levou à constituição do sistema defensivo conhecido como "costa saxônica" (em latim: litus saxonicum).
Na metade do século III, o Império Romano foi abalado por uma impressionante série de invasões bárbaras, revoltas internas e tentativas de usurpação do trono imperial, um período conhecido como Crise do terceiro século. Em 259, ocorreu finalmente a secessão da Britânia e das Gálias do Império Romano central com a constituição do chamado Império das Gálias, independente de Roma. Póstumo se revoltou contra Galiano e a Britânia permaneceu independente até 274, quando o imperador Aureliano conseguiu reconstituir o Império Romano.